# Americká anexe Havaje

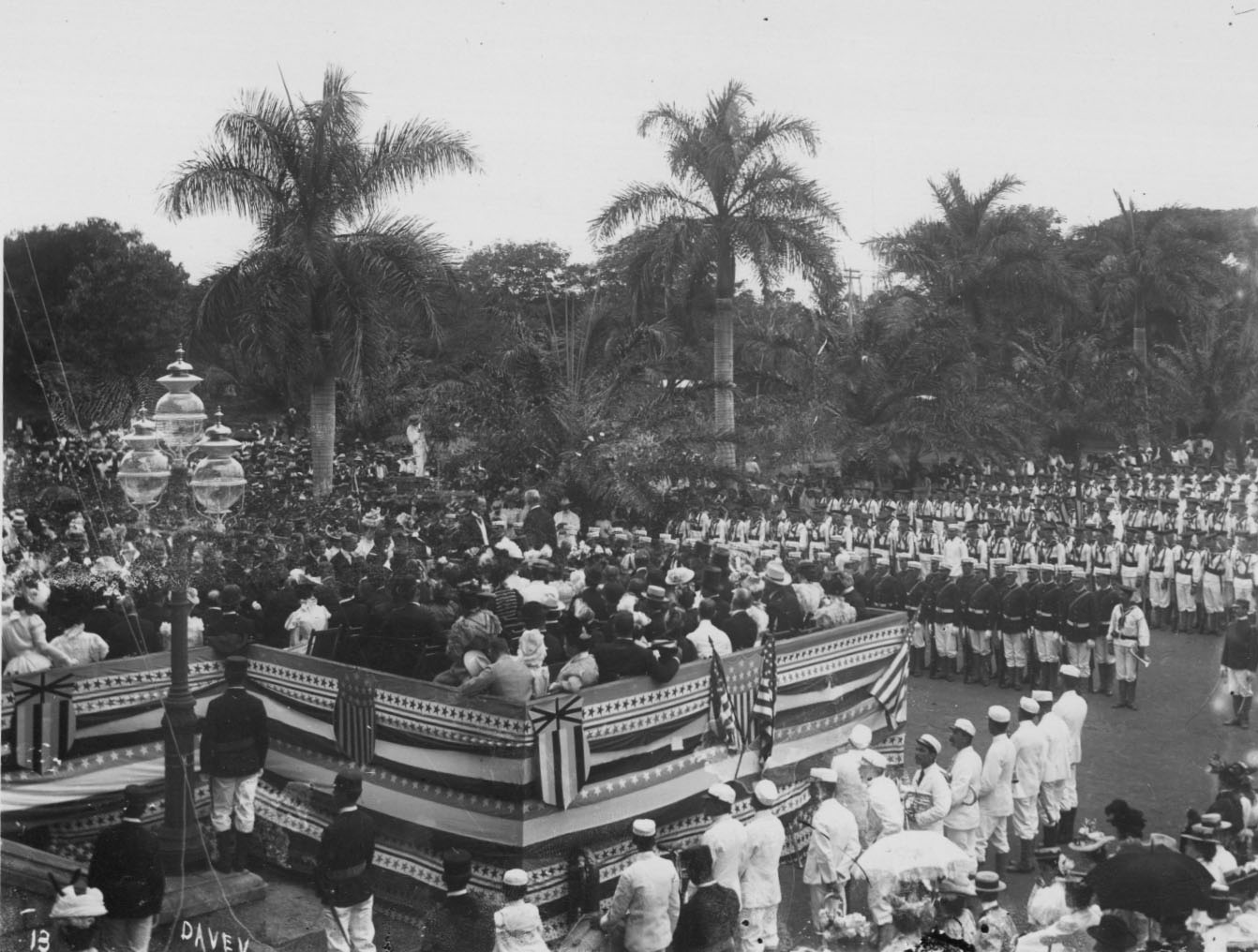
Prezident Sanford B. Dole přebírá rezoluci o anexi Havaje od amerického vyslance Harolda Smitha, 12. srpna 1898. Fotografie Frank Davey.

Americká anexe Havaje v roce 1898 rozšířila území USA do Pacifiku. Následná ekonomická integrace Havaje do USA pak dále posílila vzestup Spojených států jako tichomořské velmoci. 

## Historické pozadí
Po většinu 19. století měli vůdci ve Washingtonu obavy, že by se Havaj mohla stát součástí nějakého evropského impéria. Během 30. let 19. století přinutily Velká Británie a Francie Havaj, aby přijala smlouvy, které jim dávaly ekonomická privilegia. V roce 1842 poslal americký ministr zahraničních věcí Daniel Webster dopis havajským zástupcům ve Washingtonu, v němž potvrdil zájmy USA o Havaj a naopak vyjádřil odpor USA proti anexi Havaje jakýmkoli jiným národem. Také navrhl Velké Británii a Francii, aby nehledaly zvláštní privilegia a nezabývaly se další kolonizací těchto ostrovů. V roce 1849 uzavřely Spojené státy a Havaj smlouvu o přátelství, která sloužila jako základ oficiálních vztahů mezi těmito stranami.
Jako strategický zásobovací bod pro americké velrybářské lodě, „úrodná půda“ pro americké protestantské misionáře a nový zdroj pro produkci cukrové třtiny, se Havaj stále více integrovala do Spojených států. Bilaterální obchodní smlouva z roku 1875 tyto dvě země dále propojila a američtí vlastníci cukrových plantáží začali ovládat jak ekonomiku, tak i politiku ostrovů. Když se havajská královna Liliuokalani rozhodla obnovit vliv monarchie, tak ji Američané pod vedením Samuela Dolea v roce 1893 sesadili. K akci podnítila majitelé plantáží víra, že převrat a anexe Spojenými státy odstraní hrozbu zničujících cel na jejich cukr. Vláda amerického prezidenta Benjamina Harrisona povzbuzovala převzetí Havaje a vyslala námořníky americké válečné lodi USS Boston na Havajské ostrovy, aby obklíčili královský palác. Zástupce amerického ministerstva zahraničních věcí na Havaji John L. Stevens pak úzce spolupracoval s novou vládou.
Strůjce převratu Samuel Dole vyslal v roce 1894 do Washingtonu delegaci, která se snažila prosadit anexi Havaje Spojenými státy, ale nový prezident Grover Cleveland se postavil proti anexi a pokusil se znovu dosadit k moci královnu. Samuel Dole pak prohlásil Havaj za nezávislou republiku. Nacionalismus podnícený španělsko-americkou válkou a naléhání prezidenta Williama McKinleyho nakonec přiměly Spojené státy v roce 1898 Havaj anektovat. V roce 1900 se Havaj stala teritoriem Spojených států a Samuel Dole se stal jeho prvním guvernérem. Rasové postoje a stranická politika ve Spojených státech však neumožňovaly Havaji stát se americkým státem. Teprve kompromis mezi oběma stranami a změna postavení Havaje na úroveň Aljašky umožnily oběma teritoriím stát se v roce 1959 státy USA.

## Newlandsova rezoluce
Newlandsova rezoluce (anglicky Newlands Resolution) byla společná rezoluce amerického Kongresu napsaná a pojmenovaná po kongresmanovi Francisi Newlandsovi. Jednalo se o zákon o anexi Havajské republiky a vytvoření Havajského teritoria.
V roce 1898 americký prezident William McKinley podepsal dohodu o anexi Havaje, ale ta nebyla ratifikována senátem kvůli 38 000 petičních nesouhlasných podpisů havajských obyvatel.[zdroj⁠?!] Po tomto neúspěchu byla Havaj anektována na základě Newlandovy rezoluce, která byla odsouhlasena 4. července 1898 a o tři dny později podepsána prezidentem McKinleym. Dne 12. srpna téhož roku se pořádala v paláci Iolani na Havaji slavnost značící oficiální přenesení havajské suverenity na USA. Podle zprávy českého tisku byla toho dne havajská vlajka na úředních budovách nahrazena vlajkou USA. Místní úředníci byli ponecháni ve službě, museli však složit přísahu věrnosti Spojeným státům americkým.